# Stadion AO Ksanti
Stadion AO Ksanti – stadion piłkarski w Ksanti, w Grecji. Został otwarty w 1909 roku. Może pomieścić 9500 widzów. Pierwotnie był areną domową klubu Orfeas Ksanti, w latach 1967–2004 gospodarzem obiektu był klub AO Ksanti.

## Historia
Pierwsze próby utworzenia obiektu podjęto w 1906 roku, ale turecka władza nie zezwalała wówczas na tego typu inicjatywy. Po rewolucji w lipcu 1908 roku doszło do zwiększenia praw i swobód obywatelskich. Reaktywowany został klub Orfeas Ksanti i przystąpiono do budowy stadionu. Pierwsze zawody odbyły się na nim 31 maja 1909 roku.
W 1967 roku Orfeas połączył się z Aspidą Ksanti, w wyniku czego powstał nowy klub, AO Ksanti, który odtąd pełnił rolę gospodarza stadionu. W latach 70. XX wieku stadion zaczął nabierać obecną formę. Kolejne modernizacje i rozbudowy przeprowadzono w latach 80. XX wieku. W 1989 roku oddano do użytku największą, południową trybunę stadionu. W tym samym roku AO Ksanti awansował do najwyższej klasy rozgrywkowej. W latach 90. XX wieku pojemność stadionu wynosiła 12 000 widzów (rekord sprzedanych biletów – 11 764 – zanotowano przy okazji meczu z PAOK-iem Saloniki 27 sierpnia 1995 roku). W 1998 roku zainstalowano plastikowe krzesełka na zadaszonej trybunie północnej, a w roku 2000 także na pozostałych sektorach, co zmniejszyło pojemność obiektu do 9500 widzów. W roku 2000 zainstalowano również maszty oświetleniowe.
Na stadionie dwa spotkania towarzyskie rozegrała reprezentacja Grecji, 16 sierpnia 1999 roku z Meksykiem (3:2) i 13 grudnia 2000 roku z Jugosławią (1:1), odbył się na nim także jeden mecz Pucharu UEFA z udziałem gospodarzy (od początku lat 90. XX wieku pod nazwą Skoda Ksanti), 3 października 2002 roku przeciwko Lazio Rzym (0:0, był to mecz rewanżowy I rundy, po którym zespół z Ksanti odpadł z rozgrywek – w pierwszym spotkaniu na Stadio Olimpico zespół z Ksanti przegrał 0:4).
Piłkarze Skody Ksanti rozgrywali swoje spotkania na tym obiekcie do końca sezonu 2003/2004 (występując nieprzerwanie na najwyższym poziomie ligowym od czasu awansu w roku 1989), następnie przenieśli się na nowy stadion, powstały we wsi Pigadia położonej niedaleko Ksanti. Ostatni oficjalny mecz Skody Ksanti na starym stadionie miał miejsce 22 maja 2004 roku przeciwko Iraklisowi Saloniki (0:1).